# Тиждень заборонених книг

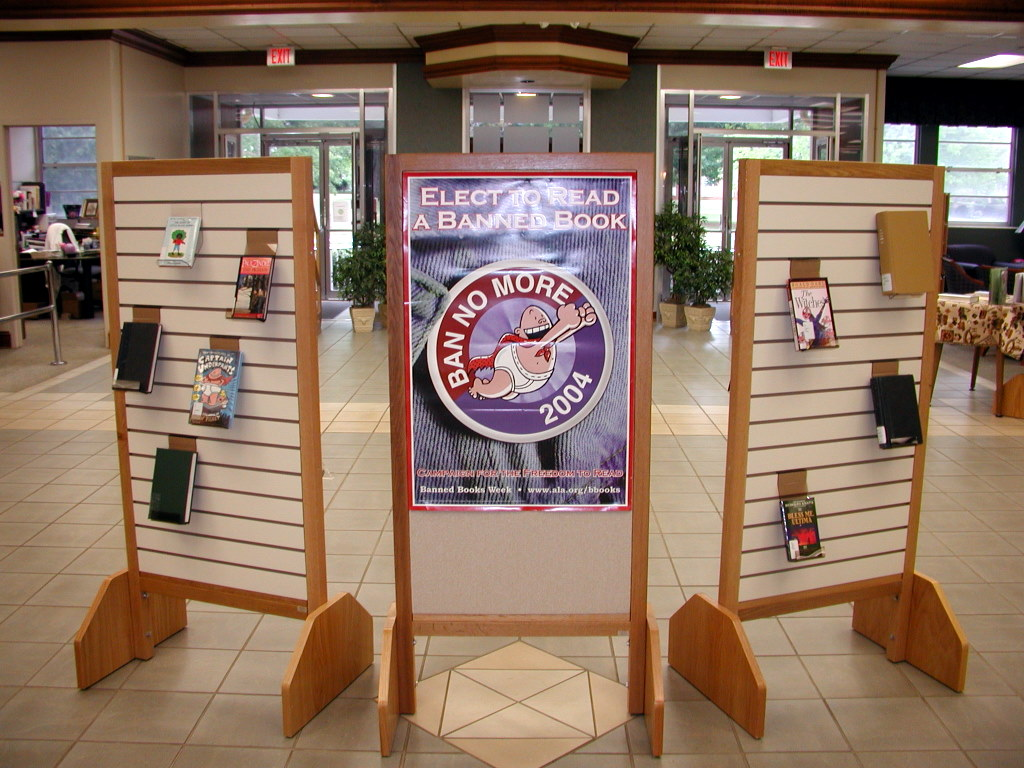
Стенд Тижня заборонених книг в одній з каліфорнійських бібліотек, 2007 рік

Тиждень заборонених книг — назва щорічної кампанії бібліотек США, видавництв та книготорговців проти цензури в літературі, зокрема, проти видалення книг суперечливого змісту з бібліотек. Цей захід спирається на Першу поправку до Конституції США, яка регламентує свободу вираження думок. Проводиться в останній тиждень вересня. Тиждень підкреслює значення вільного та відкритого доступу до інформації. Тиждень заборонених книг об'єднує бібліотекарів, продавців книг, видавців, журналістів, учителів та звичайних читачів в загальній підтримці свободи і висловленні ідей, які зазвичай є неортодоксальними або непопулярні. 
Тиждень заборонених книг не тільки заохочує читачів вивчити оскаржені літературні твори, а й сприяє інтелектуальній свободі в бібліотеках, школах та книжкових магазинах. Його метою є звернути увагу на небезпеку, яка існує, коли обмеження накладаються на доступність інформації у вільному суспільстві. 
Різні продавці книг спонсорують заходи та події в підтримку Тижня: створюються спеціально вітрини, запрошуються автори заборонених книг, фінансуться щорічні конкурси есе про свободу вираження думок.

## Історія
Тиждень заборонених книг вперше був проведений у 1982 році бібліотечною активісткою Джудіт Крюг. Спонсорами проведення є Американська Бібліотечна Асоціація, Організація Американських Книговидавців, Організація Американських Продавців Книг, Американська Спілка Журналістів та Авторів, Національна Асоціація Магазинів Коледжів та був погоджений Центром Книги Бібліотеки конгресу.

## Міжнародне значення
Організація з захисту прав людини Amnesty International бере участь в Тижні заборонених книг, направляючи увагу на осіб, що переслідуються через праці, які вони пишуть, друкують або читають. Також вони оновлюють інформацію про випадки минулого та сучасний стан людей, які були переслідувані за свої праці. Ці випадки включають в себе осіб з Азербайджану, Китаю, Куби, Єгипту, Гамбії, Ірану, М'янми, Росії та Шрі-Ланки.

## Світове сприйняття
Ця подія була схвально прийнята як приклад слідування принципам Першої поправки до конституції США. Публічні заходи, на яких в голос зачитуються заборонені книжки, так само проводяться для святкування цього Тижня.  Також за підтримки Amnesty International продяться міжнародні заходи спрямовані на те, щоб нагадати про ту ціну, яку платять деякі люди для вираження суперечливих думок.